# محمد شامتي حمادي
محمد شامتي حمادي (بالإنجليزية: Muhammad Shamte Hamadi)‏ (7 يناير 1907 ـ بعد 1964) هو معلم وسياسي زنجباري، كان الوزير الأول لزنجبار في الفترة من 5 يونيو 1961 إلى 24 يونيو 1963، ثم رئيس الوزراء في الفترة من 24 يونيو 1963 إلى 12 يناير 1964.